# Péreille
Péreille är en kommun i departementet Ariège i regionen Occitanien i södra Frankrike. Kommunen ligger  i kantonen Lavelanet som ligger i arrondissementet Foix. År 2022 hade Péreille 186 invånare.

## Befolkningsutveckling
Antalet invånare i kommunen Péreille
Referens: INSEE